# Ла-Гома (Техас)
Ла-Гома (англ. La Homa) — переписна місцевість (CDP) в США, в окрузі Ідальго штату Техас. Населення — 11 267 осіб (2020).

## Географія
Ла-Гома розташована за координатами 26°16′37″ пн. ш. 98°21′28″ зх. д. / 26.27694° пн. ш. 98.35778° зх. д. (26.277072, -98.357772).  За даними Бюро перепису населення США в 2010 році переписна місцевість мала площу 17,82 км², уся площа — суходіл.

## Демографія
Згідно з переписом 2010 року, у переписній місцевості мешкало 11 985 осіб у 2742 домогосподарствах у складі 2500 родин. Густота населення становила 672 особи/км².  Було 2983 помешкання (167/км²).
Расовий склад населення:
| - 98,7 % — білих - 0,1 % — чорних або афроамериканців - 0,1 % — азіатів |

До двох чи більше рас належало 0,4 %. Частка іспаномовних становила 97,1 % від усіх жителів.
За віковим діапазоном населення розподілялося таким чином: 39,4 % — особи молодші 18 років, 55,1 % — особи у віці 18—64 років, 5,5 % — особи у віці 65 років та старші. Медіана віку мешканця становила 23,8 року. На 100 осіб жіночої статі у переписній місцевості припадало 96,2 чоловіків;  на 100 жінок у віці від 18 років та старших — 93,3 чоловіків також старших 18 років.
Середній дохід на одне домашнє господарство  становив 38 924 долари США (медіана — 28 197), а середній дохід на одну сім'ю — 39 275 доларів (медіана — 28 692). Медіана доходів становила 25 566 доларів для чоловіків та 21 063 долари для жінок. За межею бідності перебувало 43,6 % осіб, у тому числі 55,6 % дітей у віці до 18 років та 18,2 % осіб у віці 65 років та старших.
Цивільне працевлаштоване населення становило 4204 особи. Основні галузі зайнятості: освіта, охорона здоров'я та соціальна допомога — 24,3 %, роздрібна торгівля — 18,7 %, будівництво — 10,4 %, виробництво — 8,9 %.